# Ахмедов, Джалалутдин Расулович
Джалалутдин Расулович Ахмедов (20 июля 1947, с. Баташюрт, Хасавюртовский район, Дагестанская АССР, СССР) — советский и российский медик, доктор медицинских наук, ректор Дагестанского государственного медицинского университета (2013—2016). Основатель и главный редактор журнала «Вестник ДГМА». 

## Биография
Родился в селе Баташюрт Хасавюртовского района. Является выходцем из села Нижнее Казанище. По национальности — кумык. В 1970 году окончил лечебный факультет Дагестанского государственного медицинского института. В 1984 году защитил кандидатскую диссертацию в Ленинграде в Военно-медицинской академии им. С.М. Кирова. В 1996 году ему присвоено звание профессора. В 2013 году Приказом министра здравоохранения РФ был назначен ректором ДГМА. 27 января 2016 года на выборах ректора в ДГМА не участвовал, однако исполнял обязанности до 31 мая 2016 года.

## Трудовая карьера
- 1970-1971 – врач анестезиолог Республиканской клинической больницы Махачкалы;
- 1971-1974 – врач-терапевт городской поликлиники, заведующий кабинетом инфекционных заболеваний Центральной районной больницы Буйнакска;
- 1974-1984 – заведующий инфекционным отделением Центральной районной больницы Буйнакска;
- 1979-1983 – аспирант заочного обучения Ленинградского санитарно-гигиенического медицинского института;
- 1984-1990 – ассистент кафедры инфекционных болезней с эпидемиологией Дагестанского государственного медицинского института;
- 1990-1991 – слушатель курсов по подготовке специалистов резерва ВОЗ, РМАПО (Москва);
- 1991-1994 – докторант кафедры инфекционных болезней Московского медико-стоматологического института им. Н.А. Семашко;
- 1995-н.в. – заведующий кафедрой инфекционных болезней им. акад. Г.П. Руднева Дагестанского государственного медицинского университета;
- 2011-2013 – назначен проректором по научной работе ДГМА;
- 2013-2016 – ректор ДГМА;
- 2014-н.в. – главным специалист инфекционист ИЗ РФ в СКФО;
- 2016-н.в. – председатель Совета старейшин Советского района Махачкалы.

## Награды и звания
- Лауреат премии имени проф. С.М. Рубашова (1982)
- Значок «Отличнику здравоохранения» (СССР);
- Отличник изобретательства и рационализации СССР;
- Серебряная медаль ВДНХ СССР;
- Заслуженный врач Российской Федерации;
- Заслуженный врач Республики Дагестан;
- Заслуженный деятель науки Республики Дагестан;
- Серебряная медаль имени И.П. Павлова;
- Медаль «За заслуги перед ДГМА»;
- Лауреат премии Правительства Российской Федерации (2012).

## Личная жизнь
Джалалутдин Расулович женат, имеет троих детей. Дочь: Зарият - кандидат медицинских наук, Мадина - доктор медицинских наук. Сын: Гаджи - доктор медицинских наук.